# Lion's Cup 1979, одиночний розряд
В одиночному розряді тенісного турніру Lion's Cup 1979, який проходив в рамках циклу незалежних жіночих тенісних турнірів 1979 року, Трейсі Остін здобула титул, у фіналі перемігши Мартіну Навратілову 6-2, 6-1.

## Основна сітка

### Легенда
| - Q = Кваліфаєр - WC = Вайлд-кард - LL = Щасливий лузер | - Alt = Заміна - SE = Виняток - PR = Захищений рейтинг | - w/o = Без гри - r = Зняття - d = Присуджено перемогу |

|  | 1-ше коло           | 1-ше коло           | 1-ше коло           | 1-ше коло | 1-ше коло |   |              | Фінал        | Фінал | Фінал | Фінал | Фінал |
|  |                     |                     |                     |           |           |   |              |              |       |       |       |       |
|  | Трейсі Остін        | Трейсі Остін        | 6                   | 2         | 6         |   |              |              |       |       |       |       |
|  | Біллі Джин Кінг     | Біллі Джин Кінг     | 3                   | 6         | 4         |   |              |              |       |       |       |       |
|  | Біллі Джин Кінг     | Біллі Джин Кінг     | 3                   | 6         | 4         |   | Трейсі Остін | Трейсі Остін | 6     | 6     |       |       |
|  |                     |                     |                     |           |           |   | Трейсі Остін | Трейсі Остін | 6     | 6     |       |       |
|  |                     | Мартіна Навратілова | Мартіна Навратілова | 2         | 1         |   |              |              |       |       |       |       |
|  | Мартіна Навратілова | Мартіна Навратілова | Мартіна Навратілова | 2         | 1         | 2 | 6            | 7            |       |       |       |       |
|  | Мартіна Навратілова | Мартіна Навратілова |                     |           |           | 2 | 6            | 7            |       |       |       |       |
|  | Діанне Фромгольтц   | Діанне Фромгольтц   | 6                   | 4         | 6         |   |              |              |       |       |       |       |